# Famous in Love
Famous in Love es una serie de televisión de drama estadounidense que se estrenó en Freeform el 18 de abril de 2017 y está basada en la novela homónima de Rebecca Serle. La serie es protagonizada por Bella Thorne, Charlie DePew, Georgie Flores, Carter Jenkins, Niki Koss, Keith Powers, Pepi Sonuga, y Perrey Reeves. 
Freeform renovó la serie para una segunda temporada el 3 de agosto de 2017, que se estrenó el 4 de abril de 2018. El 29 de junio de 2018, Freeform anunció que había cancelado la serie después de dos temporadas.

## Sinopsis
Paige Townsen, una estudiante universitaria normal, obtiene su gran oportunidad después de audicionar para el papel protagónico en una superproducción de Hollywood y ahora debe navegar su nueva vida plagada de estrellas y su innegable química con su compañero de reparto y su mejor amigo.

## Elenco y personajes
| Actor/Actriz           | Personaje                  | Temporada  | Temporada  |
| Actor/Actriz           | Personaje                  | 1          | 2          |
| ---------------------- | -------------------------- | ---------- | ---------- |
| Bella Thorne           | Paige Townsen              | Principal  | Principal  |
| Charlie DePew          | Jake Salt                  | Principal  | Principal  |
| Georgie Flores         | Cassandra "Cassie" Perkins | Principal  | Principal  |
| Carter Jenkins         | Rainer Devon               | Principal  | Principal  |
| Niki Koss              | Alexis Glenn               | Principal  | Principal  |
| Keith Powers           | Jordan Wilder              | Principal  | Principal  |
| Pepi Sonuga            | Tangey Turner              | Principal  | Principal  |
| Perrey Reeves          | Nina Devon                 | Principal  | Principal  |
| Jason Antoon           | Wyatt                      | Recurrente |            |
| Nathan Stewart-Jarrett | Barrett                    | Recurrente |            |
| Katelyn Tarver         | Rachel Davis               | Recurrente |            |
| Shawn Christian        | Alan Mills                 | Recurrente | Recurrente |
| Vanessa A. Williams    | Ida                        | Recurrente | Recurrente |
| Tom Maden              | Adam                       | Recurrente | Recurrente |
| Danielle Campbell      | Harper                     |            | Recurrente |
| Claudia Lee            | Billy                      |            | Recurrente |

## Episodios

### Primera temporada
| N.º en serie | N.º en temp. | Título                 | Dirigido por                     | Escrito por                         | Fecha de emisión original | Audiencia (millones) |
| ------------ | ------------ | ---------------------- | -------------------------------- | ----------------------------------- | ------------------------- | -------------------- |
| 1            | 1            | «Pilot»                | Miguel Arteta & Tawnia McKiernan | I. Marlene King & Rebecca Serle     | 18 de abril de 2017       | 0.65                 |
| 2            | 2            | «A Star is Torn»       | Norman Buckley                   | I. Marlene King & Christopher Fife  | 25 de abril de 2017       | 0.39                 |
| 3            | 3            | «Not So Easy A»        | Michael Goi                      | Tawnya Bhattacharya & Ali Laventhol | 2 de mayo de 2017         | 0.30                 |
| 4            | 4            | «Prelude to a Diss»    | Mary Lou Belli                   | Rebecca Serle                       | 9 de mayo de 2017         | 0.28                 |
| 5            | 5            | «Some Like It Not»     | Tanya Hamilton                   | William M. Brown                    | 16 de mayo de 2017        | 0.21                 |
| 6            | 6            | «Found in Translation» | Ron Lagomarsino                  | Kateland Brown                      | 23 de mayo de 2017        | 0.26                 |
| 7            | 7            | «Secrets & Pies»       | Roger Kumble                     | Miguel Ian Raya                     | 30 de mayo de 2017        | 0.29                 |
| 8            | 8            | «Crazy Scripted Love»  | Geary McLeod                     | Tawnya Bhattacharya & Ali Laventhol | 6 de junio de 2017        | 0.33                 |
| 9            | 9            | «Fifthy Shades of Red» | Susana Fogel                     | Christopher Fife                    | 13 de junio de 2017       | 0.36                 |
| 10           | 10           | «Leaving Los Angeles»  | Elizabeth Allen Rosenbaum        | Melissa Carter                      | 13 de junio de 2017       | 0.23                 |

### Segunda temporada
| N.º en serie | N.º en temp. | Título                                  | Dirigido por      | Escrito por                         | Fecha de emisión original | Audiencia (millones) |
| ------------ | ------------ | --------------------------------------- | ----------------- | ----------------------------------- | ------------------------- | -------------------- |
| 11           | 1            | «The Players»                           | Roger Kumble      | I. Marlene King                     | 4 de abril de 2018        | 0.29                 |
| 12           | 2            | «La La Locked»                          | Roger Kumble      | Melissa Carter                      | 4 de abril de 2018        | 0.19                 |
| 13           | 3            | «Totes On A Scandal»                    | Ron Lagomarsino   | Tawnya Bhattacharya & Ali Laventhol | 11 de abril de 2018       | 0.26                 |
| 14           | 4            | «The Kids Aren't All Right»             | Geary McLeod      | Bryan M. Holdman                    | 18 de abril de 2018       | 0.21                 |
| 15           | 5            | «Reality Bites Back»                    | Paula Hunziker    | John Webb & Garth Mueller           | 25 de abril de 2018       | 0.26                 |
| 16           | 6            | «The Goodbye Boy»                       | Melanie Mayron    | Kateland Brown                      | 2 de mayo de 2018         | 0.25                 |
| 17           | 7            | «Guess Who's (Not) Coming To Sundance?» | Troian Bellisario | Bryan M. Holdman                    | 9 de mayo de 2018         | 0.32                 |
| 18           | 8            | «Look Who's Stalking»                   | Anna Mastro       | Tawnya Bhattacharya & Ali Laventhol | 16 de mayo de 2018        | 0.24                 |
| 19           | 9            | «Full Mental Jacket»                    | Norman Buckley    | Kateland Brown                      | 23 de mayo de 2018        | 0.30                 |
| 20           | 10           | «The Good, the Bad and the Crazy»       | Norman Buckley    | Melissa Carter                      | 30 de mayo de 2018        | 0.22                 |

## Producción
Freeform, antes conocido como ABC Family, había recogido para desarrollarse el piloto el 19 de marzo de 2015. El piloto fue rodado en noviembre de 2015, y Freeform lo aceptó el 7 de abril de 2016. El rodaje de los episodios restantes comenzó el 13 de julio de 2016, y concluyó el 19 de octubre de 2016. El 18 de noviembre de 2016, Freeform anunció que la serie se estrenaría el 18 de abril de 2017. Freeform también dio a conocer que toda la temporada completa podría verse en línea el 18 de abril de 2017. La serie está basada en la novela homónima de Rebecca Serle, quien trabajó con I. Marlene King para desarrollarla en una serie de televisión. La lectura del guion del primer episodio de la segunda temporada comenzó el 30 de octubre de 2017.
El 26 de junio de 2018, se anunció que Freeform decidió cancelar la serie después de que Hulu se negó a dar una mayor contribución de dinero para una tercera temporada. Los enfrentamientos entre la actriz Bella Thorne y la showrunner I. Marlene King también formaron parte del motivo de la cancelación, y Thorne describió que tenía un «comportamiento de diva» en el set. Sin embargo, King negó tales afirmaciones en su cuenta de Twitter y Freeform declaró que la serie aún no se ha cancelado. El 29 de junio, Freeform canceló oficialmente la serie.

### Casting

#### Temporada 1
Tras anunciarse el desarrollo de la serie, se informa simultáneamente que Bella Thorne fue elegida para interpretar a Paige. En noviembre de 2015, se anuncia que se unen al elenco principal Carter Jenkins, Jesse Henderson, Keith Powers y Niki Koss. Días después, se unen Georgie Flores como Cassandra, Perrey Reeves como Nina, Pepi Sonuga como Tangey en papeles principales, y aparecerá de forma recurrente Mark Valley como Grant Devon, el padre de Rainer. Al mes siguiente, se informa que Ana Mulvoy-Ten tendrá un papel recurrente en la serie interpretando a Dakota. El 15 de julio de 2016, se anuncia que Charlie DePew fue elegido para interpretar a Jake. El mes siguiente, es anunciado que Tanjareen Thomas se uniría a la serie como recurrente interpretando a Brandy.

#### Temporada 2
Romeo Miller fue elegido como Pablo $$ en un papel recurrente. Sofia Carson apareció en múltiples episodios como Sloane, la hija de un magnate del cine.

### Promoción
A fines de enero de 2018, se lanza una vista previa de la segunda temporada.

## Premios y nominaciones
| Año  | Premiación         | Categoría                           | Nominado(s)    | Resultado | Refs.         |
| ---- | ------------------ | ----------------------------------- | -------------- | --------- | ------------- |
| 2017 | Teen Choice Awards | Mejor serie de drama                | Famous in Love | Nominado  | [ 39 ] [ 40 ] |
| 2017 | Teen Choice Awards | Mejor actriz de televisión de drama | Bella Thorne   | Nominada  | [ 39 ] [ 40 ] |
| 2017 | Teen Choice Awards | Programa de televisión revelación   | Famous in Love | Nominado  | [ 39 ] [ 40 ] |
| 2018 | Teen Choice Awards | Mejor actriz de televisión de drama | Bella Thorne   | Nominada  | [ 41 ]        |
| 2018 | Teen Choice Awards | Mejor serie de drama                | Famous in Love | Nominado  | [ 41 ]        |